# Wichita (Kansas)
Wichita is een stad in de Amerikaanse staat Kansas en telt 397.532 inwoners. Het is hiermee de 50e stad in de Verenigde Staten (2000). De oppervlakte bedraagt 351,6 km², waarmee het de 41e stad is.
De naam Wichita is afkomstig van de Wichita-indianen. Leden van deze stam stichtten in 1863 een dorpje op de plek van de huidige stad. In 1867 werd de stam verplaatst naar een reservaat. Drie jaar later werd de stad Wichita officieel gesticht.

## Demografie
Van de bevolking is 11,9% ouder dan 65 jaar en bestaat voor 31,2% uit eenpersoonshuishoudens. De werkloosheid bedraagt 4,6% (cijfers volkstelling 2000).
Ongeveer 9,6% van de bevolking van Wichita bestaat uit hispanics en latino's, 11,4% is van Afrikaanse oorsprong en 4% van Aziatische oorsprong.
Het aantal inwoners steeg van 308.652 in 1990 naar 344.284 in 2000.

## Klimaat
In januari is de gemiddelde temperatuur -1,4 °C, in juli is dat 27,4 °C. Jaarlijks valt er gemiddeld 745,0 mm neerslag (gegevens op basis van de meetperiode 1961-1990).

## Economie
De stad wordt ontsloten door de luchthaven, zo'n tien kilometer ten westzuidwesten van het centrum, de Wichita Dwight D. Eisenhower National Airport. Op de luchthaven bevindt zich ook het hoofdkwartier en belangrijkste productiesite van vliegtuigbouwer Cessna. Cessna is intussen een dochtermaatschappij van Textron.  Ook op de luchthaven ligt het voormalig hoofdkwartier en productiesite van Learjet, waar huidig eigenaar Bombardier nog steeds een servicecenter voor de bestaande vloot van Learjets heeft. Bij de voormalige stedelijke luchthaven, thans de McConnell Air Force Base bevindt zich een productiesite van Boeing.

## Plaatsen in de nabije omgeving
De onderstaande figuur toont nabijgelegen plaatsen in een straal van 16 km rond Wichita.

## Stedenbanden
- Orléans (Frankrijk)

## Bekende inwoners van Wichita

### Geboren
- Hattie McDaniel (1895-1952), actrice
- Slats Long (1906–1964), jazzklarinettist
- Stan Kenton (1911-1979), jazzpianist
- John C. Woods (1911–1950), master sergeant en beul van het 3e Amerikaanse Leger
- Robert Whittaker (1920-1980), ecoloog en taxonoom
- Ray Sims (1921–2000), jazztrombonist
- Vernon L. Smith (1927), econoom en Nobelprijswinnaar (2002)
- Ron Foster (1930-2015), acteur
- Arlen Specter (1930–2012), politicus
- Christopher Connelly (1941-1988), acteur
- Robert Ballard (1942), oceanograaf
- Ann Dunham (1942-1995), antropoloog en moeder van president Barack Obama
- Robert Gates (1943), minister
- Roger Mears (1947), autocoureur
- Jim Ryun (1947), atleet en politicus
- Joe Walsh (1947), rockmuzikant
- Ron Wyden (1949), senator voor Oregon
- Kirstie Alley (1951-2022), actrice
- Rick Mears (1951), autocoureur
- Tom Otterness (1952), beeldhouwer
- Gordon Stout (1952), componist, muziekpedagoog en marimbavirtuoos
- Chris Buck (1960), filmregisseur
- Neal Jones (1960), acteur
- Jeff Probst (1961), televisiepresentator en uitvoerend producent
- Jay Bentley (1964), basgitarist
- Barry Sanders (1968), American football-running back
- Tara Snyder (1977), tennisspeelster
- Chez Reavie (1981), golfspeler
- Kendall Schmidt (1990), acteur en zanger
- Nico Hernández (1996), bokser
- Jimmy Donaldson/MrBeast (1998), youtuber